# Ems-Jade-Kanal

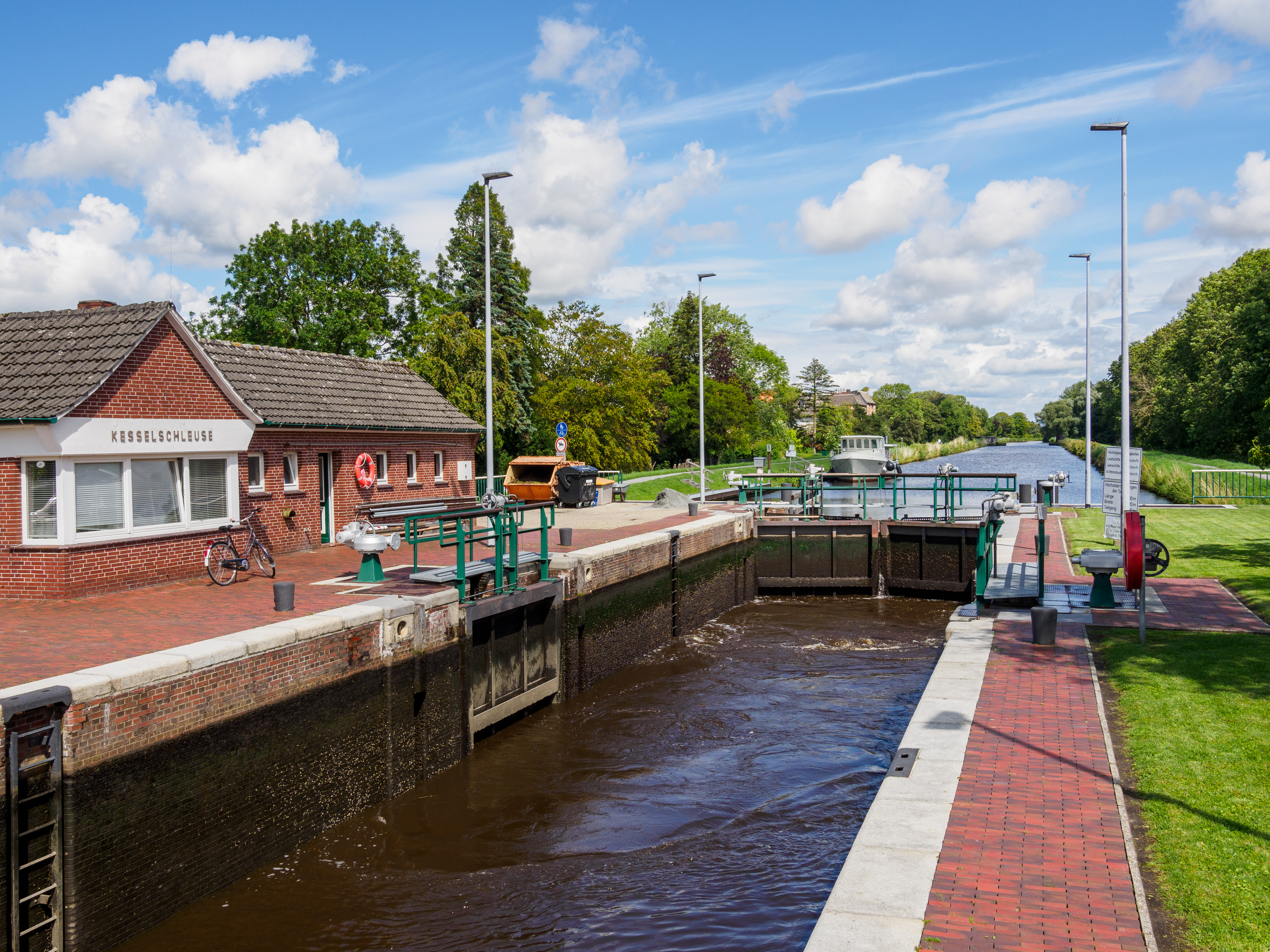
Kesselschleuse und Ems-Jade-Kanal in Emden

Der Ems-Jade-Kanal (EJK) verbindet die Ems bei Emden in Ostfriesland mit dem Jadebusen bei Wilhelmshaven. Er trägt die Hauptlast der ostfriesischen Entwässerungsinfrastruktur, die ein dauerhaftes Bewohnen der Region überhaupt erst ermöglicht. Der Kanal wird vom Niedersächsischen Landesbetrieb für Wasserwirtschaft, Küsten- und Naturschutz (NLWKN) – Betriebsstelle Aurich betrieben und unterhalten, auf den letzten 5,44 Kilometern vor Wilhelmshaven im Auftrag des Bundes (Wasser- und Schifffahrtsdirektion Nordwest in Aurich), weil diese Strecke zu den sog. sonstigen Binnenwasserstraßen des Bundes zählt.

## Geschichte
Der Ems-Jade-Kanal wurde in den Jahren 1880 bis 1888 gebaut. Seine Entstehung verdankt er der Notwendigkeit, die Schiffe der Kaiserlichen Marine im Reichskriegshafen Wilhelmshaven mit Kohle aus dem Ruhrgebiet zu versorgen. Dazu musste die Ems als Wasserweg mit Wilhelmshaven durch einen Kanal verbunden werden. Die schnell wachsende Stadt am Jadebusen versprach auch ein guter Markt für landwirtschaftliche Produkte, Baumaterial und Torf zu werden. Außerdem konnte der Kanal die Entwässerung im höhergelegenen, inneren Teil Ostfrieslands verbessern, dessen Wasser er aufnahm und über den Emder Hafen in die Ems und über den Wilhelmshavener Hafen in den Jadebusen leitete.
Ein Vorläufer des Ems-Jade-Kanals war das zwischen Emden und Aurich von 1798 bis 1800 gebaute Treckfahrtstief. Für Personen-, Tier- und Güterbeförderung wurden in den Niederlanden fünf „Schuiten“ gekauft, die zwischen Emden und Aurich, von Pferden gezogen, fahrplanmäßig verkehrten. Auf halbem Weg, in Middelhaus, wurden die Pferde gewechselt und Erfrischungen eingenommen. Die Treidelwege waren so breit, dass sie auch von Kutschen und Landauern und für Eilnachrichten von der „Reitenden Post“ benutzt werden konnten.

## Kanalverlauf und wirtschaftliche Bedeutung
Der Ems-Jade-Kanal ist 72,3 Kilometer lang und passiert aufsteigend von der Ems in Emden (Stadtteile Herrentor, Wolthusen und Uphusen) die Kommunen Ihlow, Südbrookmerland und Aurich, um dann über Friedeburg und Sande nach Wilhelmshaven zum Jadebusen abzusteigen. Der Kanal hat sechs Schleusen und wird von 15 festen und 26 beweglichen Brücken gequert. Er ist nur für Schiffe bis zu 33 Meter Länge, 6,2 Meter Breite und 1,7 Meter Tiefgang befahrbar und wird deshalb seit einiger Zeit fast ausschließlich touristisch genutzt. In den letzten Jahren siedeln jedoch wieder frachtintensive Firmen (Kies für Betonmischwerk, Schrott von Autoverwertern, Dünger sowie Futtermittel) am Ems-Jade-Kanal. Das Frachtaufkommen steigt seitdem vor allem im westlichen Kanalabschnitt (Aurich, Bangstede). Auch wird der Ems-Jade-Kanal durch die gewerbliche Fahrgastschifffahrt genutzt. Fahrten werden insbesondere von Aurich in Richtung Emden angeboten.
Besonders bemerkenswert ist die im Kanalbau seltene 1886/87 erbaute Kesselschleuse in Emden, in der sich der Ems-Jade-Kanal mit dem Emder Stadtgraben und dem Fehntjer Tief kreuzt und so die Verbindung zu zwei Kanalsystemen herstellt, deren beider Wasserspiegel um rund zwei Meter tiefer liegt. Die Schleuse besteht aus einem runden Kessel von 33 Meter Durchmesser, an den vier Schleusenkammern sternförmig angeschlossen sind. 1911 bis 1913 wurde sie erweitert und 1982 bis 1989 erneuert.
Vom Ems-Jade-Kanal besteht am östlichen Stadtrand von Emden eine direkte Verbindung über den Verbindungskanal zum Ems-Seitenkanal (früher: Dortmund-Ems-Kanal). Diese Strecke erspart der Kanalschifffahrt auf dem Wege emsaufwärts das Durchfahren des Emder Hafens.
Die bei Aurich-Rahe gelegene Schleuse Rahe, die einen Höhenunterschied von zwei Metern überbrückt, war bislang der Flaschenhals des Kanals, was den Einsatz größerer Schiffe angeht. Sie war weit über hundert Jahre alt und abgängig. Wegen der zunehmenden wirtschaftlichen Bedeutung und um den Kanal für den Tourismus noch attraktiver zu machen, musste die Schleuse grundsaniert werden. Zwischen September 2005 und Juli 2007 wurde sie unter Verkehr mit einem Kostenaufwand von ca. 5 Millionen Euro abgerissen und komplett neu erbaut. Damit dies unter Verkehr möglich war, wurde ein neues Verfahren angewendet, bei dem neun Großbetonfertigteile mit jeweils über 300 Tonnen Einzelgewicht vor Ort hergestellt und dann zum jeweiligen Einbauort verschoben wurden. Die alte Drehbrücke wurde durch eine neue Klappbrücke ersetzt. Für den Neubau wurde ein Bemessungsschiff mit Länge von 55 m und einer Breite von 7,2 m zugrunde gelegt.
Der Auricher Hafen verdankt seine Existenz dem Ems-Jade-Kanal. Dort ist ein Betonwerk angesiedelt, das Sand und Kies über den Kanal bezieht. Der Hafenbereich wurde vor einigen Jahren komplett neugestaltet und ein Seitenarm des Kanals näher an die Innenstadt herangeführt. Er gilt nun als bevorzugtes Wohngebiet und beliebtes Ausflugsziel. Außerdem starten von hier geführte Ausflugsfahrten zu Schiff z. B. nach Emden. Ansonsten hat der Kanal vor allem östlich von Aurich hauptsächlich Bedeutung für Freizeit, Erholung und Tourismus. Sportschiffer mit kleineren Booten können über den Ems-Jade-Kanal nahezu das gesamte Kanalnetz Ostfrieslands erreichen. Die Benutzung des Kanals war von 1986 bis 2020 für die Wassersportler kostenlos, da der Regionalverband „Segeln Weser–Ems“ die freie Passage durch Zahlung einer Kostenpauschale an den NLWKN in Höhe von jährlich 11.000 Euro sicherstellte. Seit März 2021 regelt eine Tarifordnung die Benutzung der Schleusen und Brücken. 2019 benutzten 5726 Fahrzeuge die Wasserstraße. Neben den Sportschiffern hat auch der Rudersport den Ems-Jade-Kanal entdeckt. Regelmäßig finden hier Rennen zwischen Aurich und Emden inklusive Schleusenpassage bzw. -umtragung statt. Touristisch erschlossen wird der EJK auch durch die vielen ausgestalteten Rad- und Fußwanderrouten, die sich an seinen Ufern erstrecken. Nach dem Kanal benannt ist der Ems-Jade-Weg, ein Fernwanderweg des Wiehengebirgsverbandes Weser-Ems.
In Marcardsmoor nördlich von Wiesmoor zweigt der Nordgeorgsfehnkanal vom EJK ab und verbindet diesen mit der Jümme und über die Leda schließlich mit der Ems. Über die Leda, den Elisabethfehnkanal und den Küstenkanal kann man auch nach Oldenburg und über die Hunte weiter zur Weser gelangen.
Zwischen der Emder Kesselschleuse und der Schleuse Kukelorum in Aurich-Rahe ist der Ems-Jade-Kanal als Hochkanal angelegt, der sich etwa zwei Meter über die umgebende Landschaft erhebt und durch Dämme vor dem Auslaufen geschützt wird.
Im Zusammenhang mit dem Bau des JadeWeserPorts in Wilhelmshaven ist ein Ausbau des Ems-Jade-Kanals angeregt worden, um eine Anbindung des neuen Hafens an das europäische Binnenwasserstraßennetz herzustellen. Da diesem Projekt nur geringe Realisierungsmöglichkeiten eingeräumt werden, haben die anliegenden Gemeinden einen Arbeitskreis gegründet, um die touristische Nutzung zu fördern.
Eine ganze Reihe von Bauten am EJK sind als Baudenkmale ausgewiesen, zum Beispiel im Bereich Friedeburg.

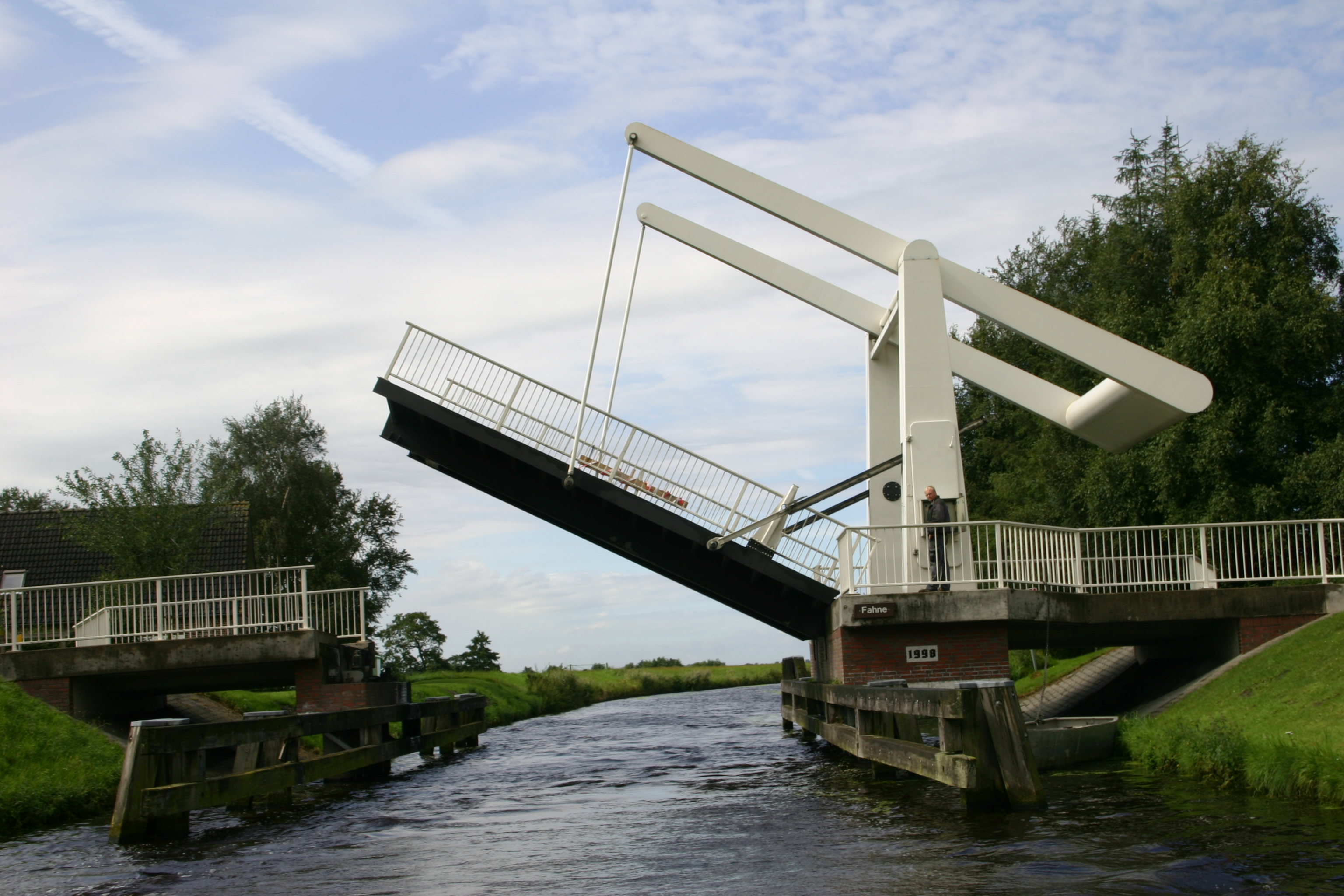
Klappbrücke über den Ems-Jade-Kanal bei Ihlow
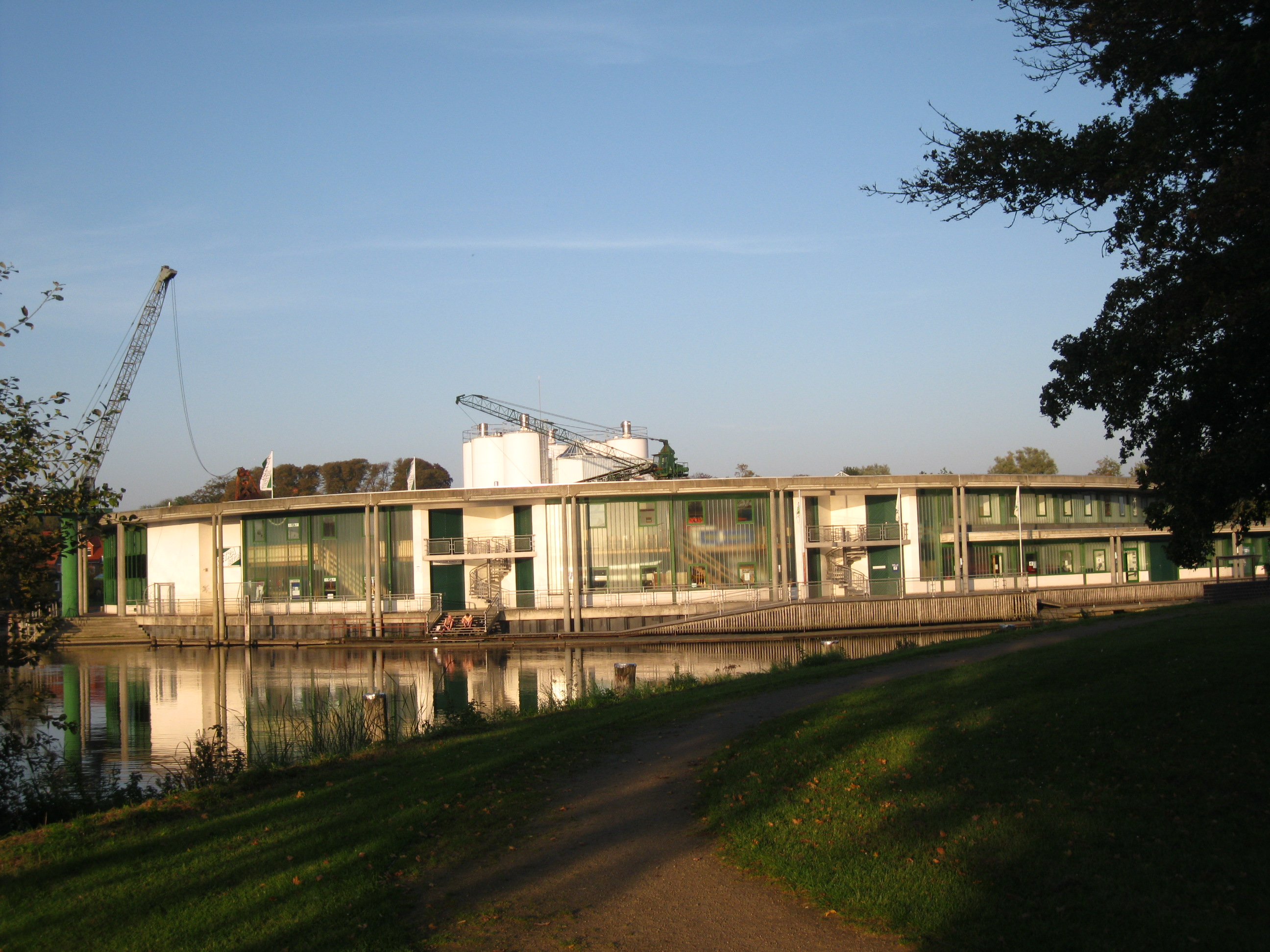
Vetra Betonwerk im Auricher Hafen
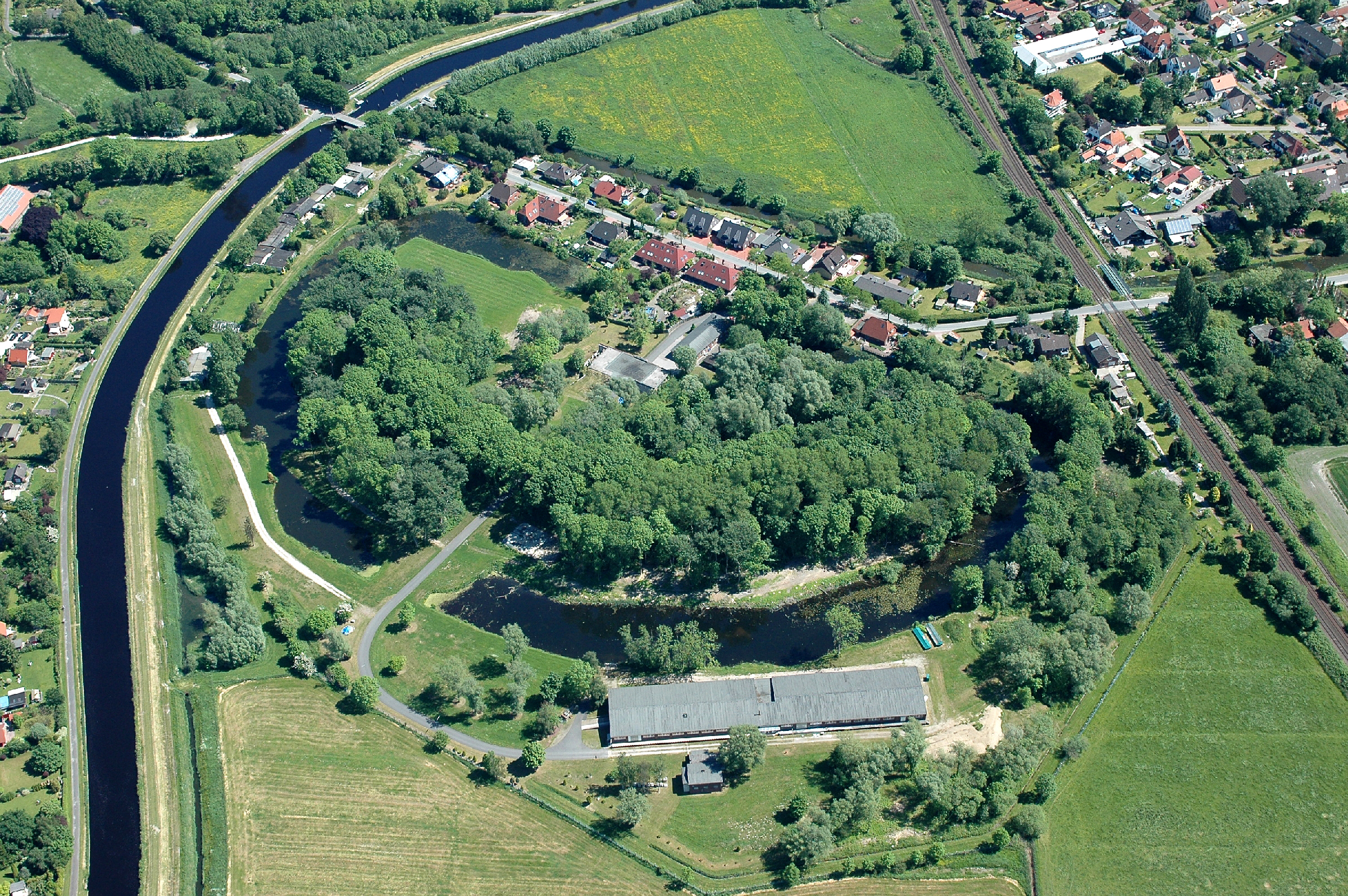
Ems-Jade-Kanal bei Mariensiel
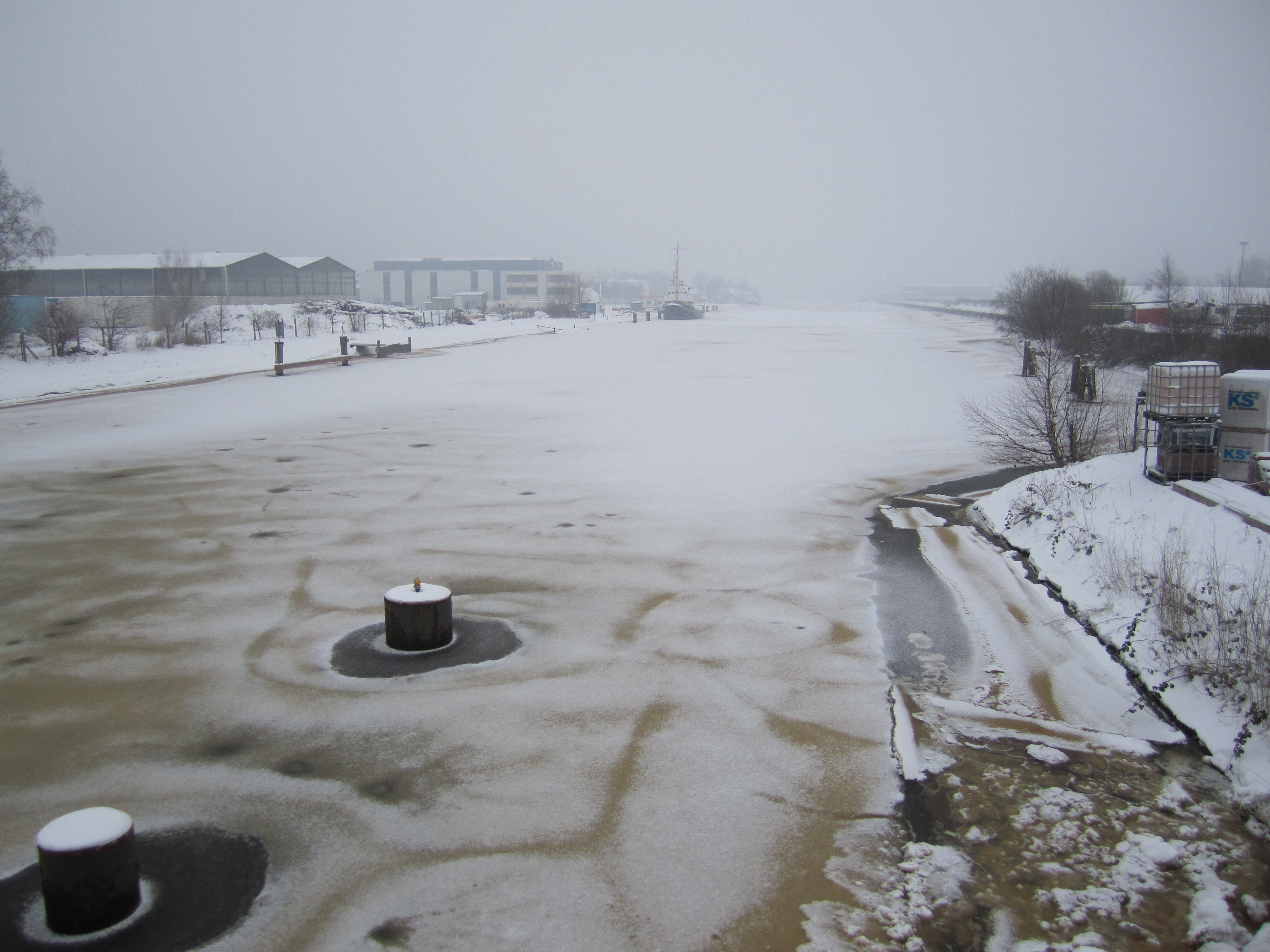
Der Wilhelmshavener Handelshafen am östlichen Ende des zugefrorenen Ems-Jade-Kanals
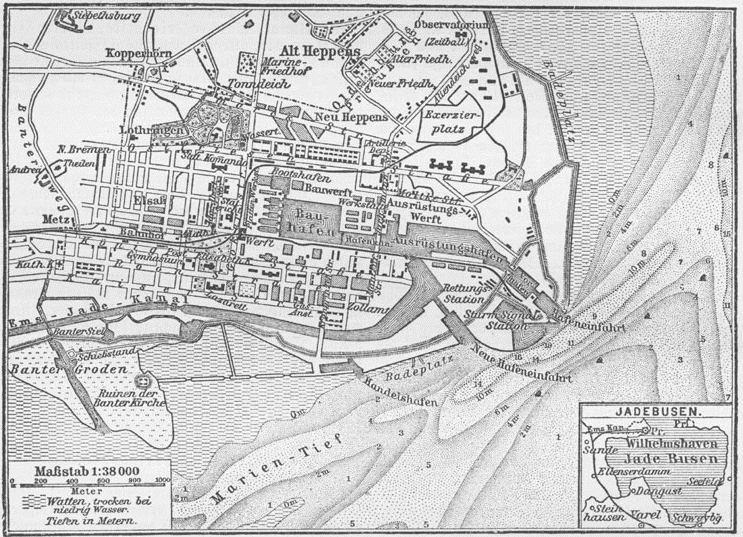
Historischer Plan mit Verlauf des Ems-Jade-Kanals in Wilhelmshaven